# Josef Dekastello
Josef Dekastello (24. června 1910 Praha – 3. června 1940 Claye-Souilly) byl český stíhací pilot, příslušník československé armády v zahraničí a oběť druhé světové války.

## Život

### Před druhou světovou válkou
Josef Dekastello se narodil 24. června 1910 v Praze. Vystudoval reálné gymnázium. Vstoupil do armádního letectva, kterou v československé předválečné armádě zakončil v hodnosti nadporučíka.

### Druhá světová válka
Po německé okupaci v březnu 1939 opustil Josef Dekastello ilegálně Protektorát Čechy a Morava a přes Polsko se dostal do Francie, kam připlul 21. srpna. Během podzimu 1939 a zimy 1940 absolvoval v Chartres přeškolovací výcvik na francouzskou leteckou techniku, následně byl zařazen ke stíhací skupině GC I/8. Do vypuknutí bitvy o Francii byla jeho operační činnost minimální, poté se naplno zúčastnil bojů na strojích Bloch MB.152, po jednom z bojů byl nucen nouzově přistát s poškozeným letounem u Épinalu. Dne 3. června 1940 zalétával po revizi svůj letoun Bloch MB.152 No 567 u letiště v Claye-Souilly a to včetně simulovaných útoků nad blízkým polem a zkoušek zbraní. Během této činnosti po něm omylem zahájila palbu protiletecká obrana letiště, stroj sestřelila a Josef Dekastello uhořel v jeho troskách. Pohřben byl 5. června v Thieux, později byly jeho ostatky přeneseny na Československý vojenský hřbitov La Targette.